# Fernando Quiroga y Palacios
Fernando Quiroga y Palacios (San Pedro de Maceda, 21 gennaio 1900 – Madrid, 7 dicembre 1971) è stato un cardinale e arcivescovo cattolico spagnolo.

## Biografia
Papa Pio XII lo elevò al rango di cardinale nel concistoro del 12 gennaio 1953.

## Genealogia episcopale e successione apostolica
La genealogia episcopale è:
- Cardinale Scipione Rebiba
- Cardinale Giulio Antonio Santori
- Cardinale Girolamo Bernerio, O.P.
- Arcivescovo Galeazzo Sanvitale
- Cardinale Ludovico Ludovisi
- Cardinale Luigi Caetani
- Cardinale Ulderico Carpegna
- Cardinale Paluzzo Paluzzi Altieri degli Albertoni
- Papa Benedetto XIII
- Papa Benedetto XIV
- Papa Clemente XIII
- Cardinale Bernardino Giraud
- Cardinale Alessandro Mattei
- Cardinale Pietro Francesco Galleffi
- Cardinale Filippo de Angelis
- Cardinale Amilcare Malagola
- Cardinale Giovanni Tacci Porcelli
- Cardinale Fernando Cento
- Arcivescovo Antonio García y García
- Cardinale Fernando Quiroga y Palacios

La successione apostolica è:
- Vescovo Gregorio Elias Olazar Muruaga, C.P. (1953)
- Vescovo Miguel Nóvoa Fuente (1956)
- Vescovo José Vázquez Díaz, O. de M. (1956)
- Vescovo José Guerra Campos (1964)
- Vescovo José Cerviño Cerviño (1968)
- Vescovo Miguel Angel Araújo Iglesias (1970)